# Koninkrijk Hotan
Het koninkrijk Hotan was een boeddhistisch koninkrijk, gevestigd op de tak van de zijderoute die liep langs de zuidelijke rand van de Taklamakanwoestijn in het Tarimbekken in het huidige Sinkiang, China. De oude hoofdstad Yotkan was gelegen aan de westkant van het moderne Hotan.
Van de Han-dynastie tot ten minste de Tang-dynastie was het in het Chinees bekend als Yutian (Chinees: 于阗, 于 窴, of 于阗). Het koninkrijk bestond meer dan duizend jaar totdat het in 1006 werd veroverd door de Kara-Kitan.

## Geografie

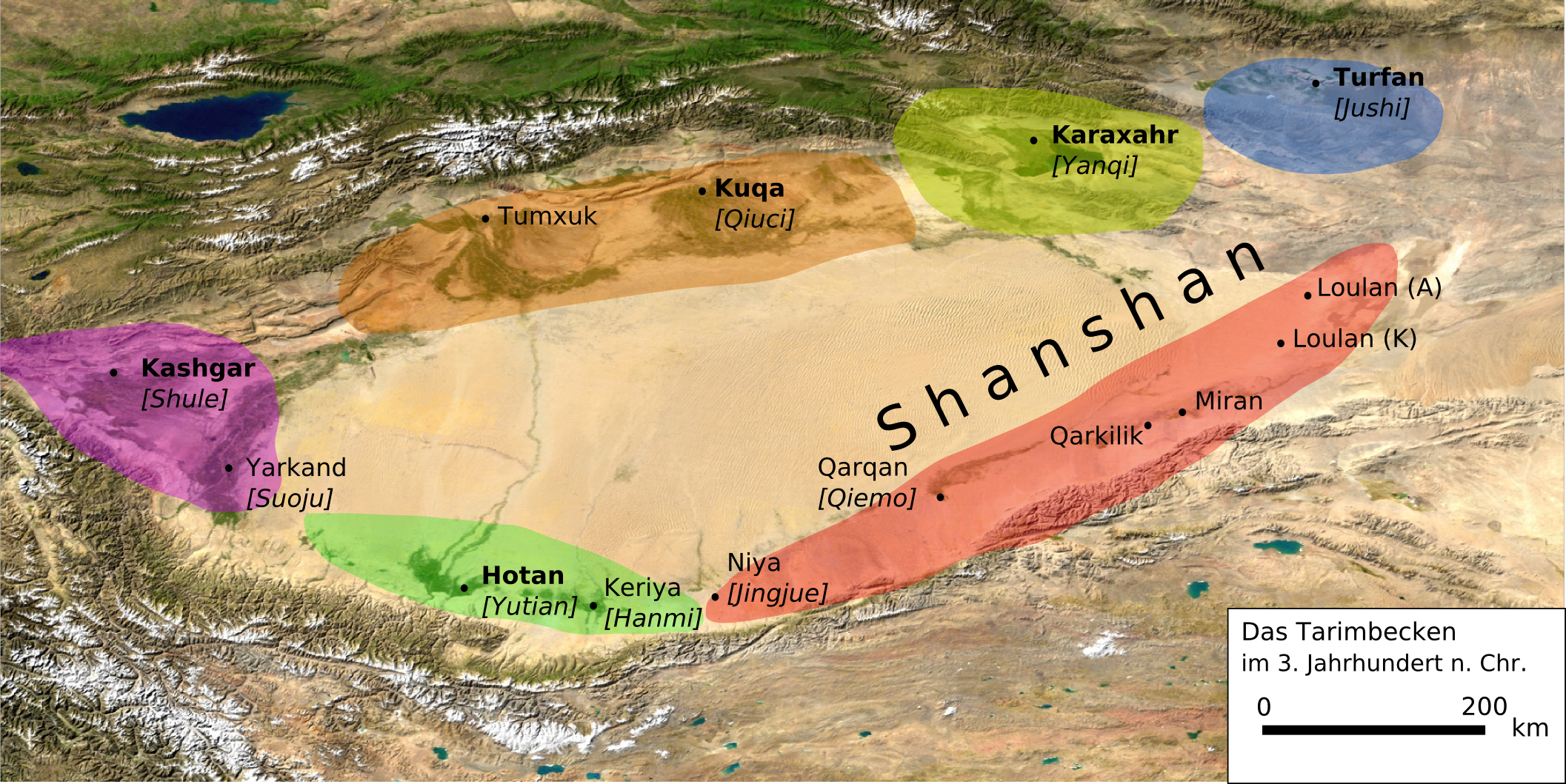
Hotan
Kashgar
Kroraina

De geografische ligging van de Hotan-oase was de belangrijkste factor tot haar succes en rijkdom. De oase is gelegen in de Taklamakanwoestijn, een van de meest dorre en onherbergzame gebieden op aarde. Hotan is echter gelegen in het uiterste zuiden van de Taklamakan aan de voet van het Kunlun-gebergte, waar het zich voor ongeveer 60 km langs de keten uitstrekt. De oase wordt van water voorzien door de Yurung-Kash en Kara-Kash rivieren. Deze twee rivieren leveren grote hoeveelheden water die bewoning mogelijk maakten: ze lieten irrigatie van gewassen toe, en het sediment verbeterde de vruchtbaarheid van het land. Hierdoor groeide Hotan uit tot een van de grootste en meest succesvolle oasesteden langs de zijderoute.

## Geschiedenis
Volgens de legende werd Hotan gesticht toen Kushtana, een zoon van Asoka, heerser van het Mauryaanse Rijk, zich er ongeveer 224 v.Chr. vestigde. De oase was echter waarschijnlijk al veel eerder bewoond. De eerste bewoners van de regio lijken uit het westen afkomstige Indo-Europeanen te zijn geweest, en in het gebied zijn goed bewaarde Tarim-mummies met europide trekken gevonden. Al in 645 v.Chr. werden de Yuezhi als leveranciers van jade aan China vermeld, en bij opgravingen van het Shang-dynastie (1600-1046 v.Chr.) graf van Fu Hao bleek dat alle jade afkomstig was uit de oase van Hotan.
In de 2e eeuw v.Chr. hielp een Hotanese koning de beroemde Kushana-keizer Kanishka de stad Saketa in Noord-India te veroveren.
Volgens het Boek van de Han (125 v.Chr. - 23 AD) bezat Hotan 3.300 huishoudens en 19.300 inwoners, waarvan 2.400 in staat waren wapens te dragen.

### Onder de Han-dynastie
De stad groeide zeer snel nadat de lokale handel zich tot de zijderoute ontwikkelde, de onderling verbonden handelsketen over Eurazië.
Ten tijde van de verovering door de Han-dynastie was de bevolking meer dan verviervoudigd tot 32.000 huishoudens, 83.000 inwoners en meer dan 30.000 mensen in staat om wapens te dragen.
Hotan werd in 73 AD door de Han-dynastie veroverd, maar de Han-invloed op Hotan verminderde snel.
Tijdens de regering van keizer Han Mingdi kwam Xiumo Ba, een Hotanese generaal, in opstand tegen Yarkand, en verklaarde zich in 60 AD tot koning van Hotan. Bij de dood van Xiumo Ba nam Guangde, de zoon van zijn oudere broer, de macht over en in 61 AD versloeg deze Yarkand. Zijn koninkrijk werd hierna zeer welvarend. Van Niya tot Kashgar behoorden dertien koninkrijken aan hem. Intussen kwam het koninkrijk van Kroraina ook tot bloei. Van toen af waren deze twee koninkrijken de enige grote op de zuidelijke zijderoute ten oosten van de Pamir.

### Onder de Tang-dynastie
In 640 begon keizer Taizong van de Tang-dynastie een campagne tegen de westelijke regio's, en Hotan werd onderworpen. De Vier Garnizoenen van Anxi werden opgericht, waarvan één in Hotan.
Later versloegen de Tibetanen de Chinezen en namen de controle van de Vier Garnizoenen over. De Hotanezen hielpen de Tibetanen Aksu te veroveren. Tang-China herwon het gebied in 692, maar nadat het was verzwakt door de An Lushan-opstand verloor zij uiteindelijk de controle over de gehele westelijke regio's.
Na de Tang-dynastie sloot Hotan een verbond met de heersers van Dunhuang.

### Islamitische verovering
Ann het einde van de 10e eeuw raakte Hotan verwikkeld in een strijd met het islamitische Kara-Khanid kanaat, een vazalstaat van de Kara-Kitan. Hotan veroverde in 970 kortstondig Kashgar op de Karakhaniden, en volgens Chinese berichten bood de koning van Hotan aan om een in Kashgar gevangen dansende olifant als eerbetoon aan het Chinese hof te sturen.
In 1006 werd Hotan door de Karakhanied Yusuf Kadr Khan van Kashgar veroverd, waarmee haar bestaan als onafhankelijke staat eindigde.

## Taal
Het Hotanees, in oude teksten Hvatanai genoemd, was een Oost-Iraanse taal.
Samen met de verwante taal van Tumxuk wordt ze in de literatuur vaak aangeduid als "Sakisch". De overeenkomsten met andere talen uit Centraal-Azië werd toegeschreven aan een Sakische invasie omstreks de 2e eeuw v.Chr., welke een oorspronkelijke Tochaarse taal verdrongen zou hebben. Voor deze hypothetische invasie is echter geen historisch bewijs.
Het Tumxuks was meer archaïsch dan het Hotanees, en is uit slechts 15 manuscripten bekend. Beide dialecten delen kenmerken met het moderne Pasjtoe en Wachi. Veel Prakrit-termen kwamen via het Hotanees in de Tochaarse talen.
Hotanees is bekend van teksten uit de vierde tot de elfde eeuw, bewaard gebleven onder de manuscripten van Dunhuang. De documenten op hout en papier werden geschreven in een aangepast Brahmischrift.
De vroegste teksten zijn meest religieuze documenten. Er waren meerdere boeddhistische kloosters in Hotan en boeddhistische vertalingen komen vaak voor in alle perioden van de documenten. Tevens zijn er vele verslagen voor het koninklijk hof (Hasda aurāsa genaamd), evenals privé-documenten.

## Afbeeldingen

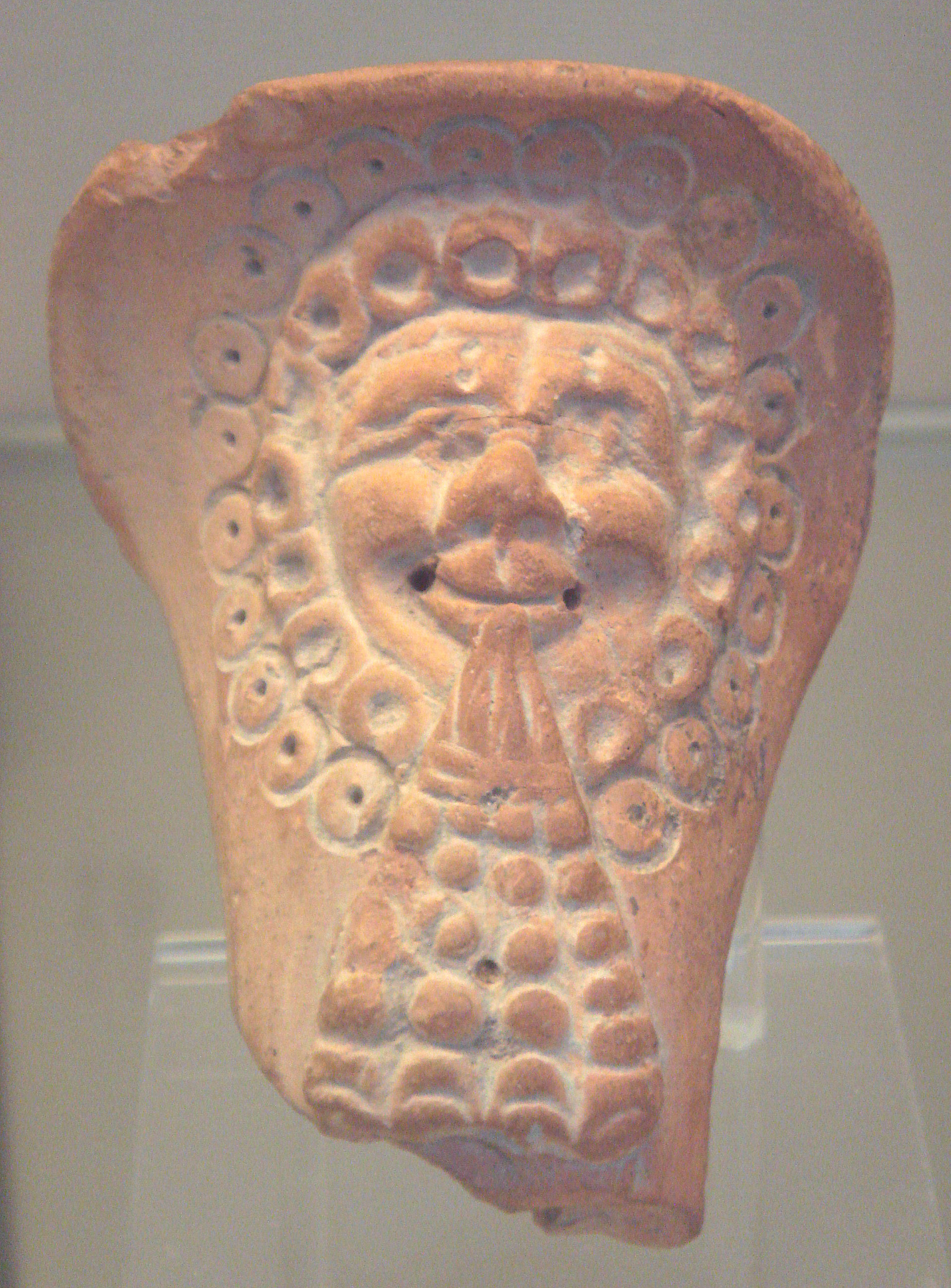
Aardewerk beeldje met Westerse invloeden, Yotkan, 2e-4e eeuw
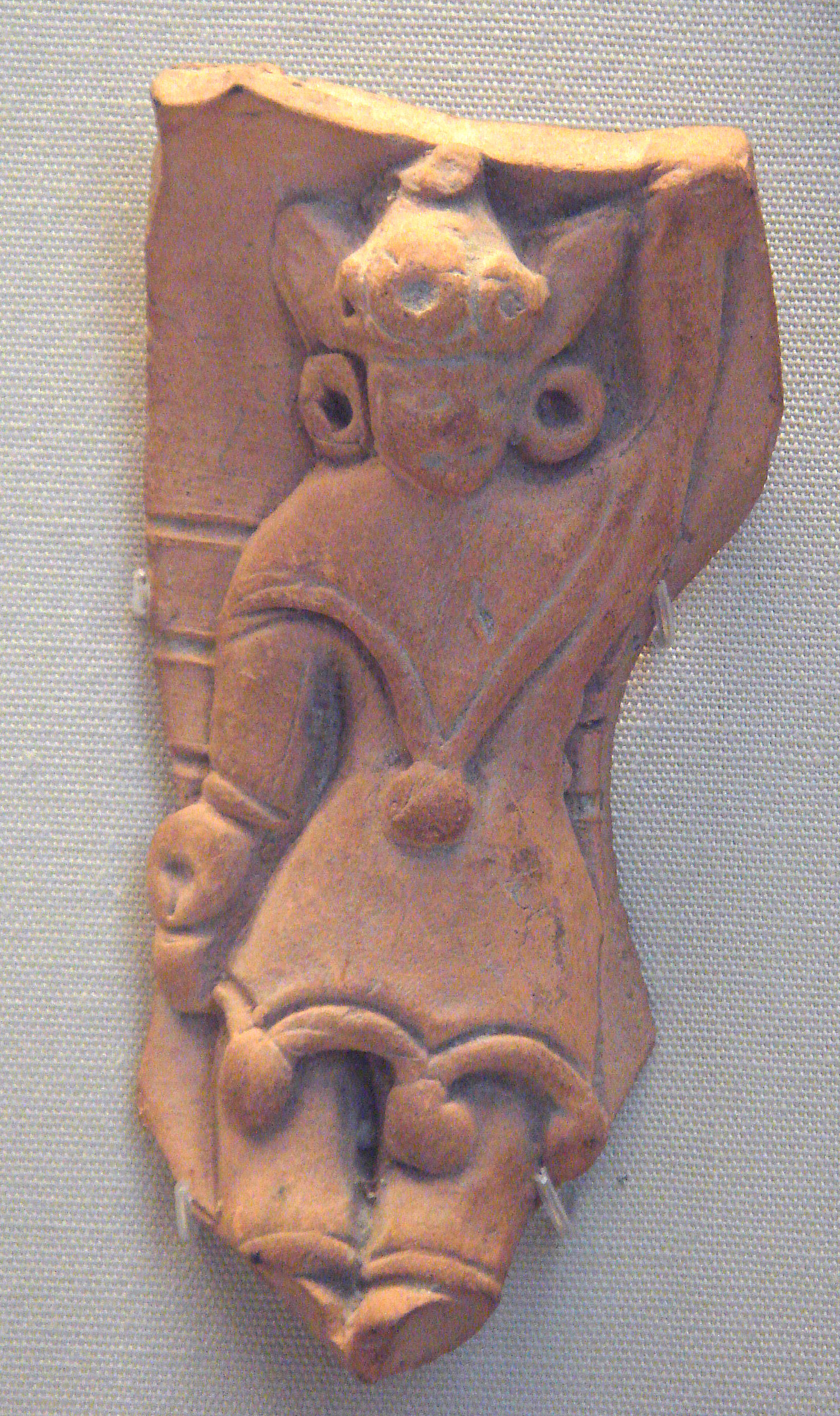
Aardewerk beeldje met Westerse invloeden, Yotkan, 2e-4e eeuw
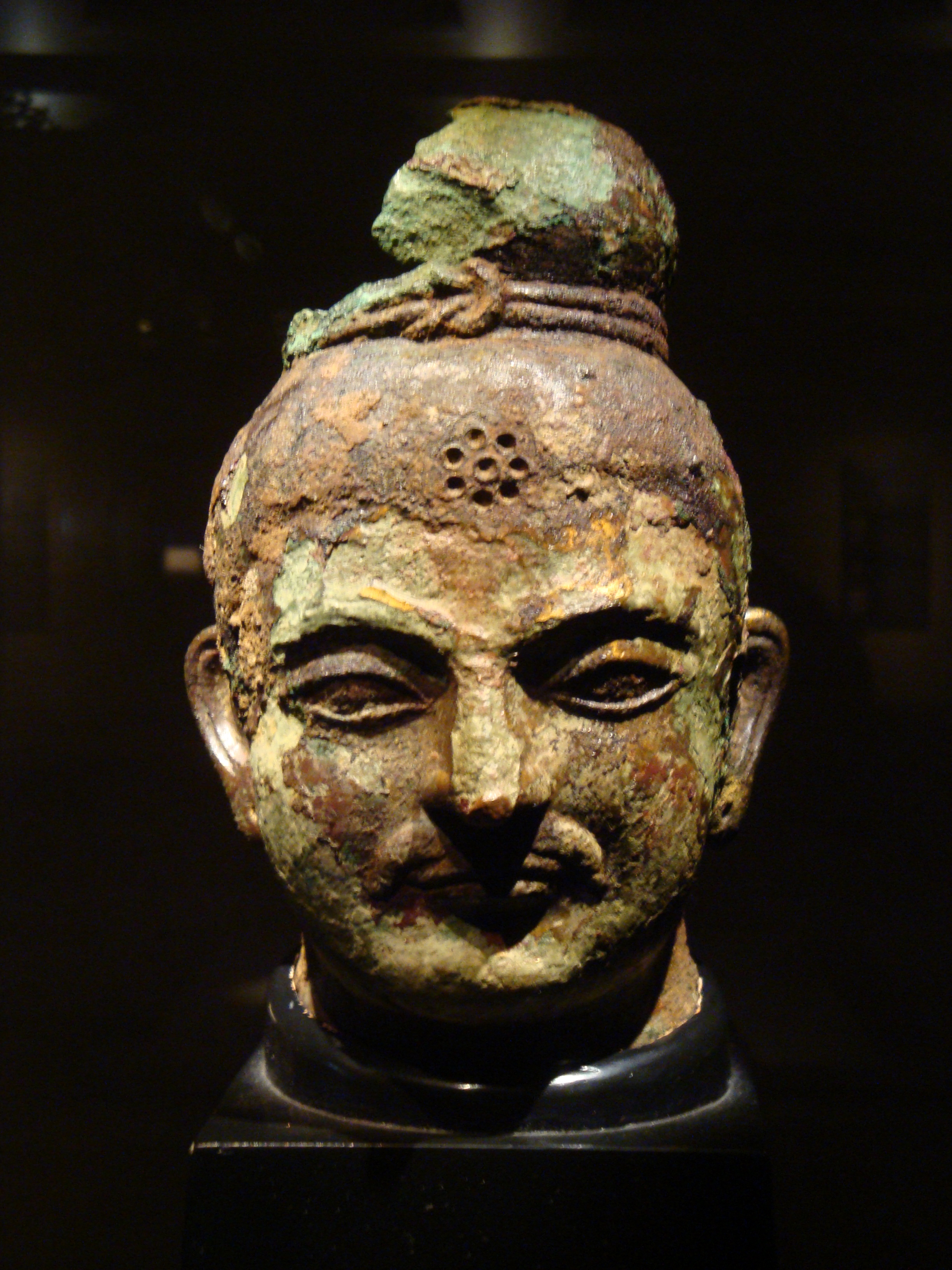
Hoofd van Boeddha, 3e-4e eeuw
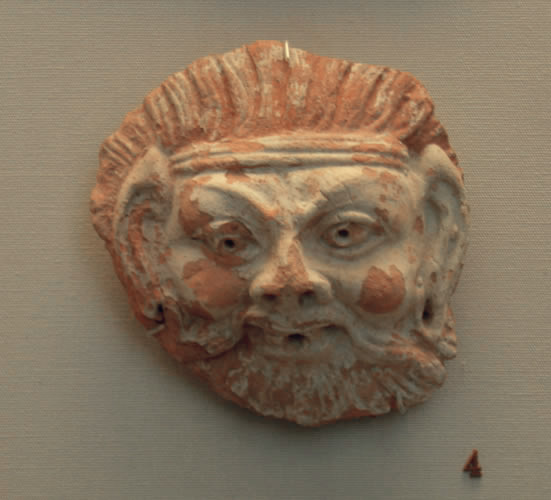
Grotesk gezicht, stucwerk, 7e-8e eeuw